# Левашовский лес
Левашо́вский лес (Левашовский заказник) — действующий с 11.01.2023 природный заказник, расположенный в пределах города Сестрорецк Курортного района Санкт-Петербурга между озером Сестрорецкий Разлив, посёлками Новосёлки и кольцевой автодорогой (КАД). Основание для создания заказника — Генеральный план Санкт-Петербурга. Впоследствии территория переименована и названа «Левашовский».

## Общая характеристика

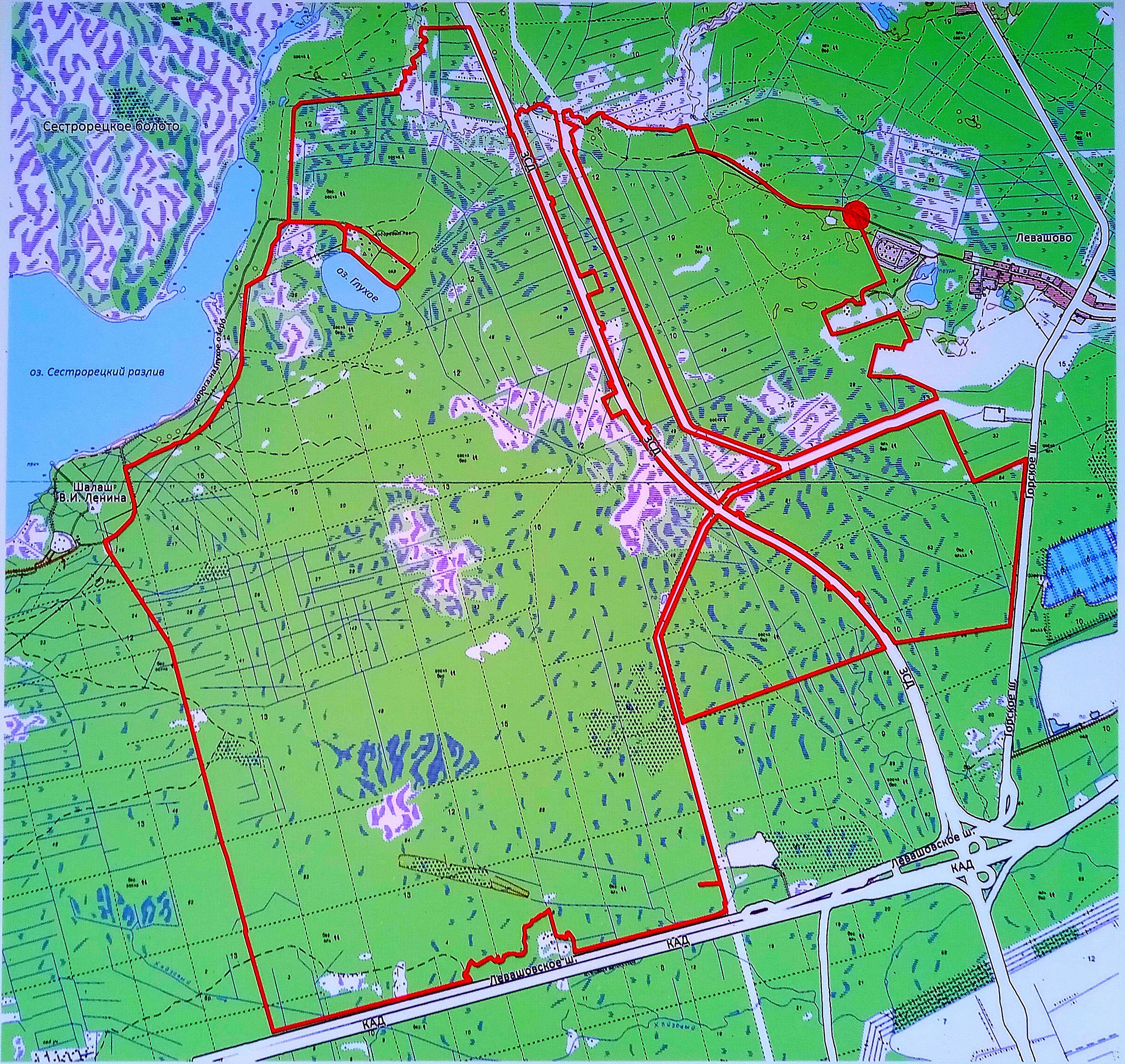
План Левашовского заказника

Это крупный массив лесов, лугов, болот, озёр, рек, мало посещаемый людьми и почти не исследованный. На этой территории обитают животные лось, волк, кабан, лисица и даже медведь.
В 2009—2010 годах выполнено комплексное обследование проектируемой охраняемой природной территории несколькими институтами РАН и СПб университета.
Основная часть — равнина на 10—14 метров выше уровня Финского залива. Ранее здесь был залив Литоринового моря — предшественник современной Балтики, над которым возвышался Новосёлковский бугор — песчаная гряда, где сейчас расположен пос. Новосёлки. С юга возвышался Горский остров, на северо-западе Сосновая горка озера Глухого. На дне бывшего моря отложилась слоем более одного метра гитиевая глина, погребённая под песками, супесями и суглинками. От размытых морскими волнами ледниковых отложений остались небольшие гряды, часто усеянные валунами. Литориновое море отступило, и на его бывшем днище поселилась сухопутная растительность, начали формироваться почвы и накапливаться торф. За тысячи лет образовались многочисленные торфяные болота. Самое крупное из них — Большое Марково — имеет торфяную залежь более 5 метров. Заболоченность и торф характерны для большей части Левашовского леса, что определяется низкими высотными отметками (до +10 +12 м Балтийской системы высот) относительно уровня воды в водохранилище Сестрорецкий Разлив (до +9 БСВ), которое с 1723 года регулярно затапливало эти территории.
В состав заказника Левашовский лес входит сестрорецкий парклесхоз.

## История
Сделать Левашовский лес охраняемой территорий предлагалось ещё в 1987 году. Эта территория примыкает к южному берегу Сестрорецкого разлива, где находится памятник федерального значения Шалаш Ленина, вокруг которого создана заповедная зона. За 70 лет многое изменилось в окрестностях озера. В те годы здесь были обширные луга, где издавна выделялись покосы рабочим Сестрорецкого оружейного завода. Многие из жителей держали коров, а иные и лошадей. Покосы тянулись от Тарховки до устья Чёрной речки и занимали около 700 гектаров. Когда наступало время сенокосов, рабочие выезжали на свои участки целыми семьями. Возвращаться домой на ночь не было возможности, поэтому все строили себе временные шалаши из жердей и сена и жили в них, когда неделю, а если были частые дожди, то и две. У каждого шалаша устраивался очаг из кирпичей или булыжников, на котором готовил пищу. Кое-кто привозил с собой самодельные железные печурки. Обычно добирались из Сестрорецка со своим скарбом на лодках. Сено до снега тоже вывозили лодками или по зимнику на санях. Когда покос заканчивался, луга пустели. В прохладные предосенние вечера на сырую равнину за Разливом опускались ленты туманов. Тёмным силуэтом выступали стога сена и треугольники брошенных шалашей.
С места, где стоял ленинский шалаш, были видны лес за Чёрной речкой, широкая гладь озера, а за ним, где сейчас теснятся светлые прямоугольники новых кварталов Сестрорецка, чуть виднелись невысокие деревянные домики, выступавший над ними стройный контур Петропавловского собора, да трубы спрятанного в низине за плотиной завода.
Позже, когда не стало домашнего скота, надобность в покосах отпала, луга были заброшены, стали зарастать кустарниками, а затем и деревьями. Массовые посадки леса были осуществлены после ВОВ леспромхозом. Осушительная сеть всегда была малоэффективна, и лесные низины заболачивались. Сейчас на сотнях гектаров стоит густой, почти непроходимый лес. Летом сухие полянки среди чащи покрыты неприхотливыми лесными цветами, неумолчно звучат весной голоса птиц. Этот лес всегда был до 2000 года охотничьим заказником. Здесь не разрешалась рубка деревьев и какое-либо строительство.
Первичный, девственный лес здесь был вырублен в 1720-е годы. Сейчас бывшие луга снова превратились в лес. В конце XX века стали создавать лесопарк «Разлив», попытались сделать осушительную мелиорацию, проложив сплошную сеть дренажных траншей, которые из-за низкого уклона стока воды сейчас заболотились. При уровне воды в водохранилище на отметке 8 м Балтийской системы высот, а территории леса на отметке 10 м осушение леса бесперспективно.

## Флора
Леса представлены всеми основными древесными породами, встречающимися на Северо-западе Европейской России: сосна, ель, осина, берёза, ольха. На болотах произрастает карликовая берёза — растение характерное для лесотундры. Вдоль реки Чёрная, впадающей в Сестрорецкий Разлив, распространены ива и высокотравные луга. В лесах можно встретить и широколиственные породы деревьев: липа, клён, дуб, вяз. На Новосёлковской гряде из посадок второй половины XX века выросли небольшие рощи дуба и лиственница. Особую ценность имеют участки возрастных еловых лесов, где преобладающий возраст деревьев около 150 лет, чрезвычайно редкий на территории СПб.
25 видов растений подлежат охране. На мелководье озера Глухое встречаются лобелия Дортманна и полушник колючеспоровый — растения, занесённые в Красную книгу РФ. В пределах проектируемого заказника найдено 136 видов мхов и 128 видов лишайников, среди которых также немало впервые обнаруженных на городской территории.

## Фауна
4 вида амфибий, 2 вида пресмыкающихся. 128 видов птиц, включая мигрирующих, и 31 вид млекопитающих. Охраняются в России, встречающиеся здесь птицы — большой кроншнеп, скопа — подвид белой куропатки. Гнездятся хищники: перепелятник, тетеревятник, канюк, чеглок, обыкновенная пустельга, ушастая сова. Подлежат охране редкие виды летучих мышей — водяная ночница и северный кожанок. В отсутствие беспокойства от человека расплодились европейский бобр, ондатра, водяная кутора, чёрный хорь, барсук, ёж, и крупные млекопитающие.

## Урбанизация
На рубеже XX и XXI века продолжалось освоение этой территории человеком. Вдоль Горского и Левашовского шоссе проложили КАД, газопровод, водопровод, канализационный коллектор. Южнее идёт освоение промышленной зоны Конная Лахта, рядом расположена крупнейшая городская свалка «Новосёлки», автомагистраль «Западный скоростной диаметр» (ЗСД), всё это требует комплексного подхода при определении границ особо охраняемой природной территории (ООПТ) «Левашовский лес», с учётом интересов городской среды и сохранения природы. Позже была проведена корректировка границ будущего заказника, в ходе которой было принято решение переименовать заказник и назвать его «Левашовский» (без слова лес), это связано с тем что в состав заказника помимо леса включены другие ценные природных сообщества: луг, Глухое озеро… Площадь заказника после корректировки утверждена и составляет 2704 га. Из территории заказника убрали ЗСД. Глухое озеро попало в состав ООПТ, из-за обитания в нём краснокнижного вида растения — полушник. ЗСД разделяет заказник на 2 кластера, один из кластеров полностью располагается в Левашово (Восточный кластер), другой частично в Левашово и частично в Сестрорецке (Западный кластер). В настоящее время заказник сформирован от 11.01.2023 года.

На территории «Левашовского леса»
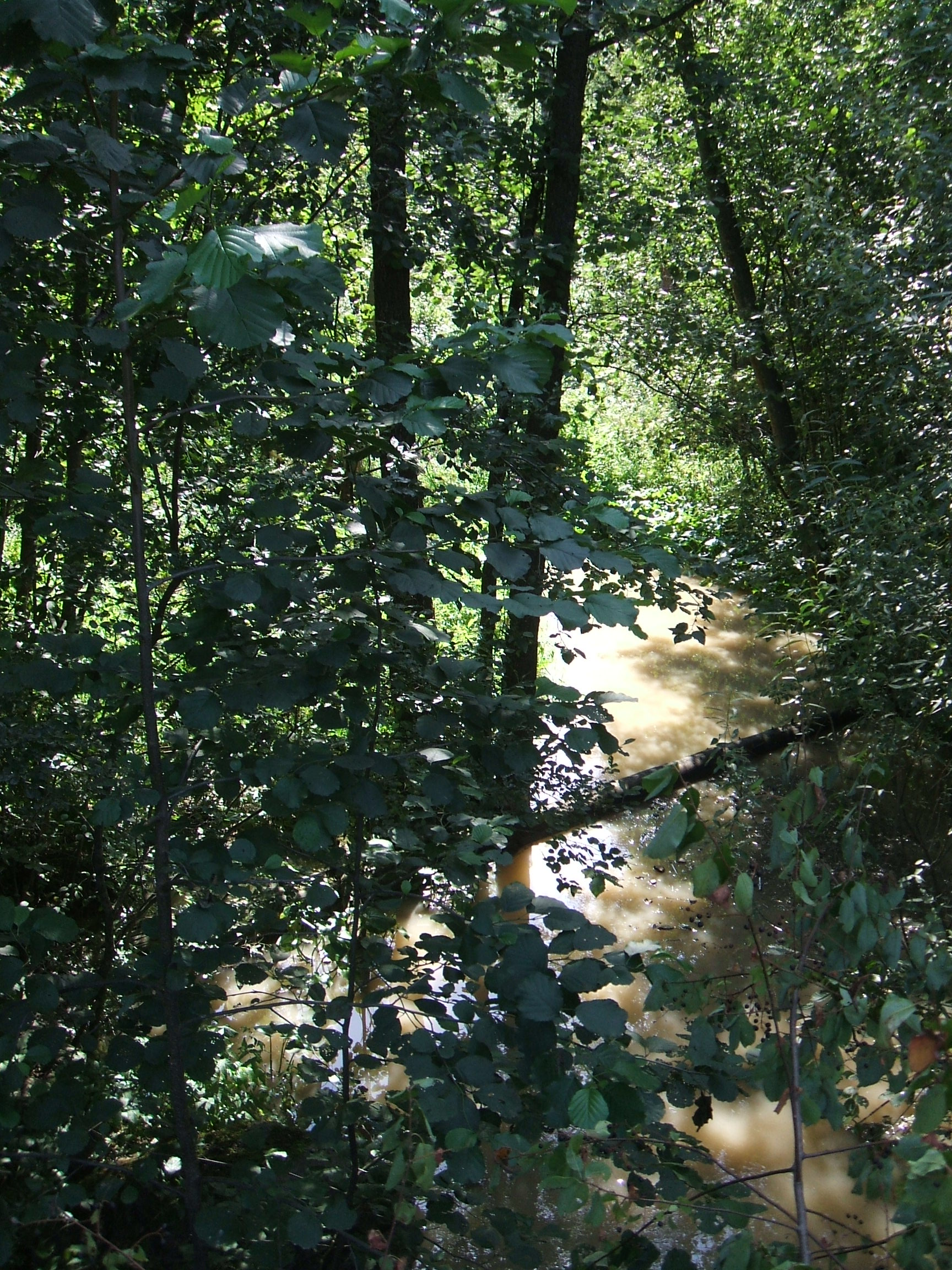
Чёрная речка (Парголовка)
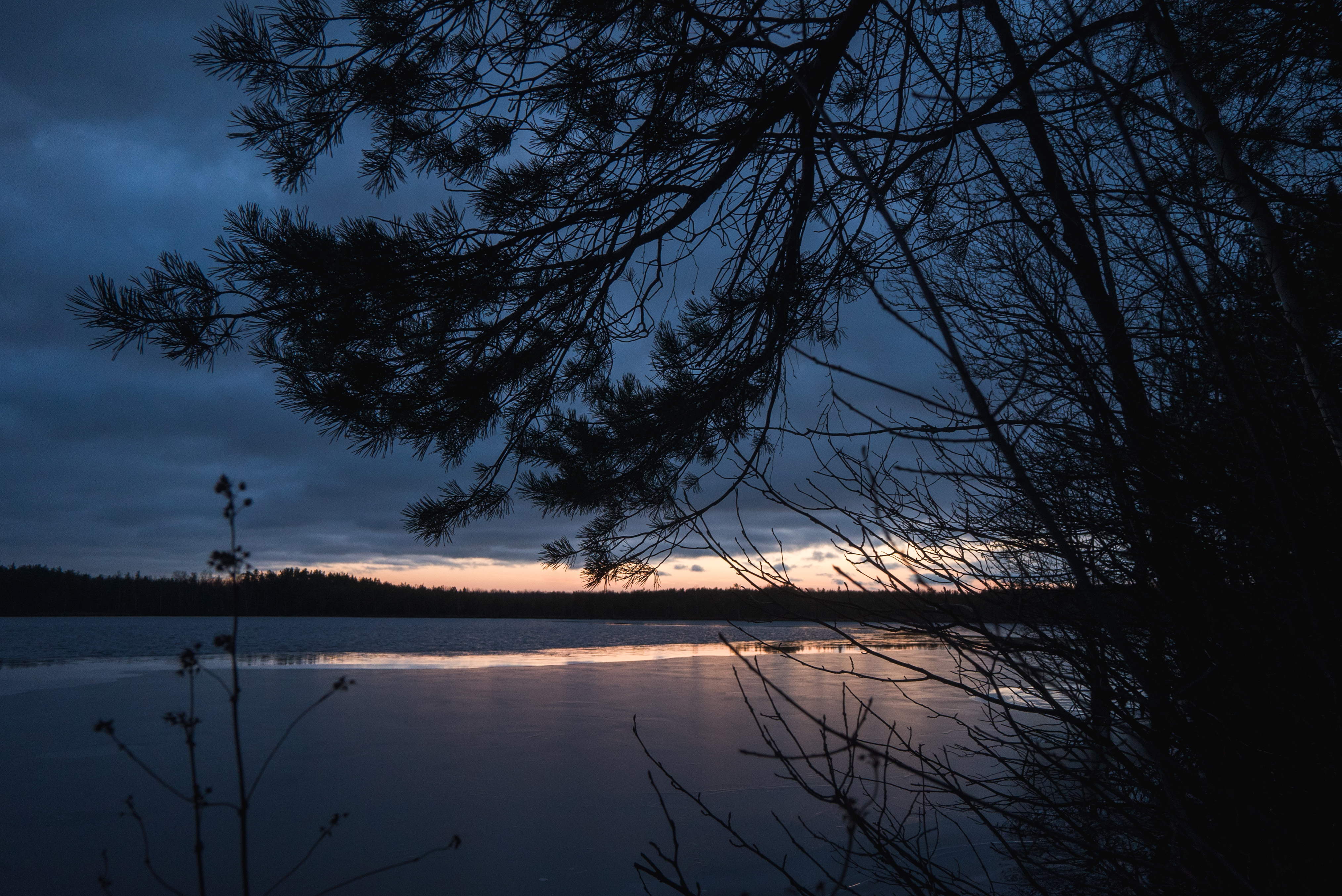
Глухое озеро
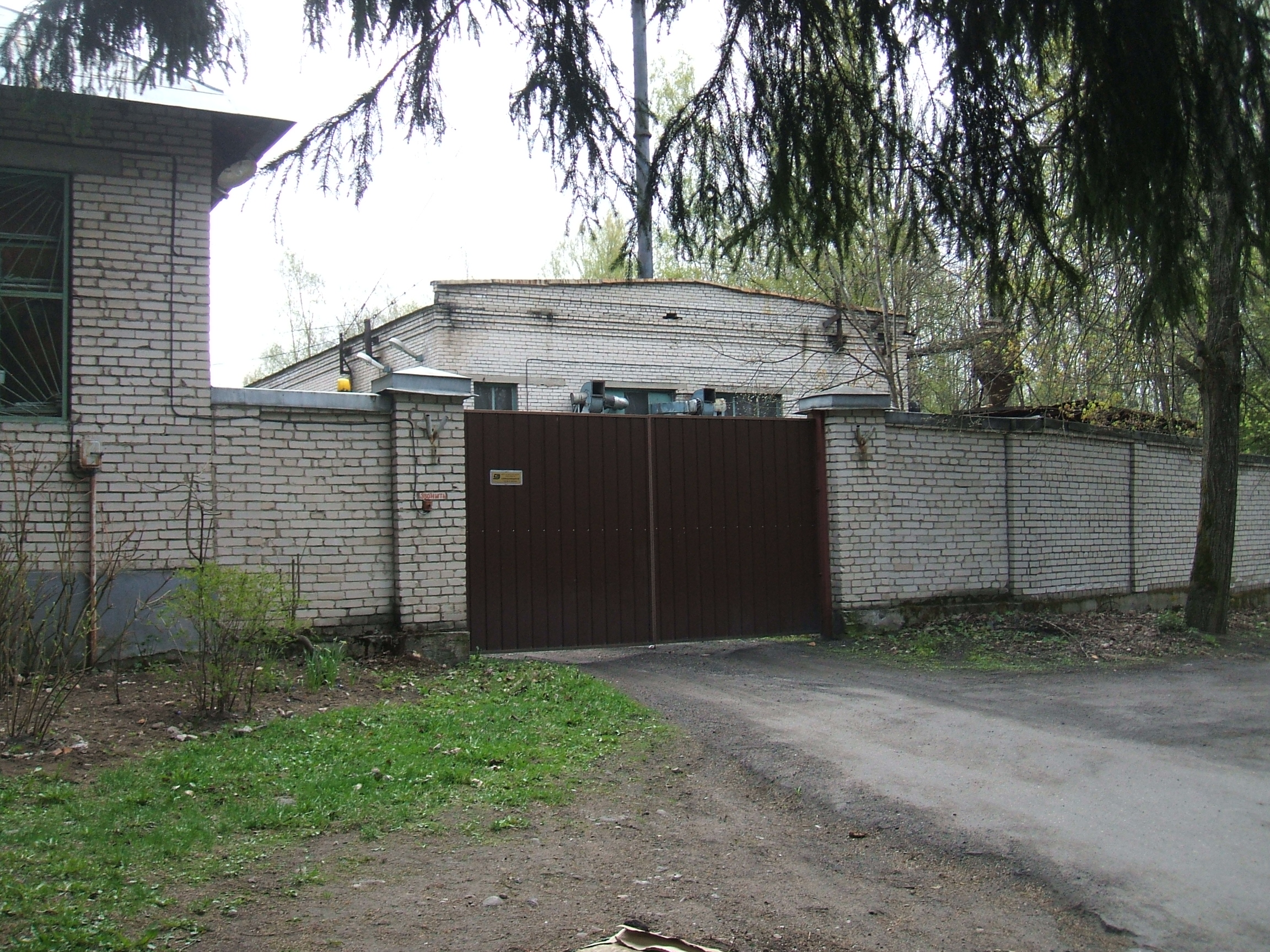
Сосновая горка
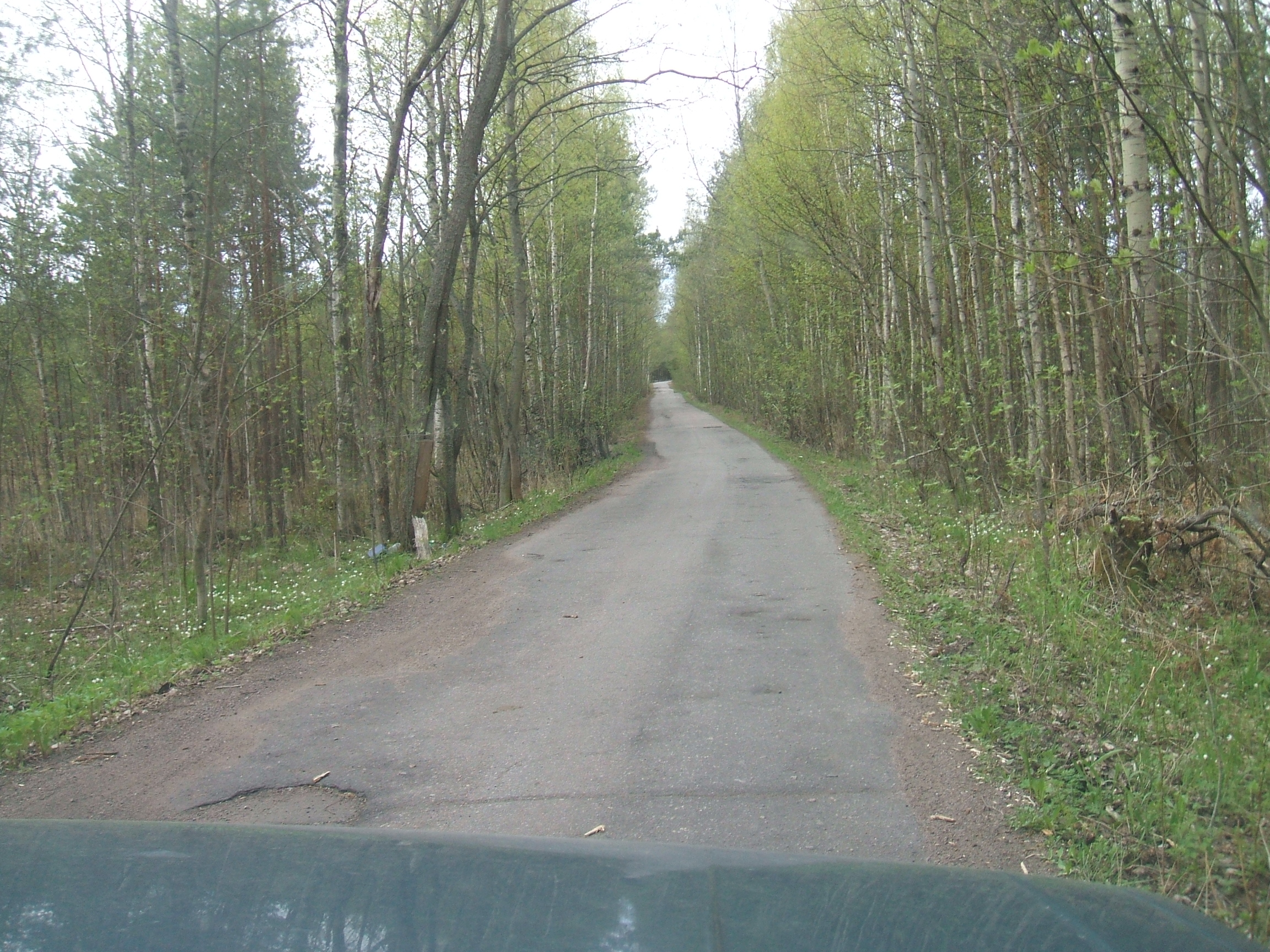
Дорога к Сестрорецкому Разливу
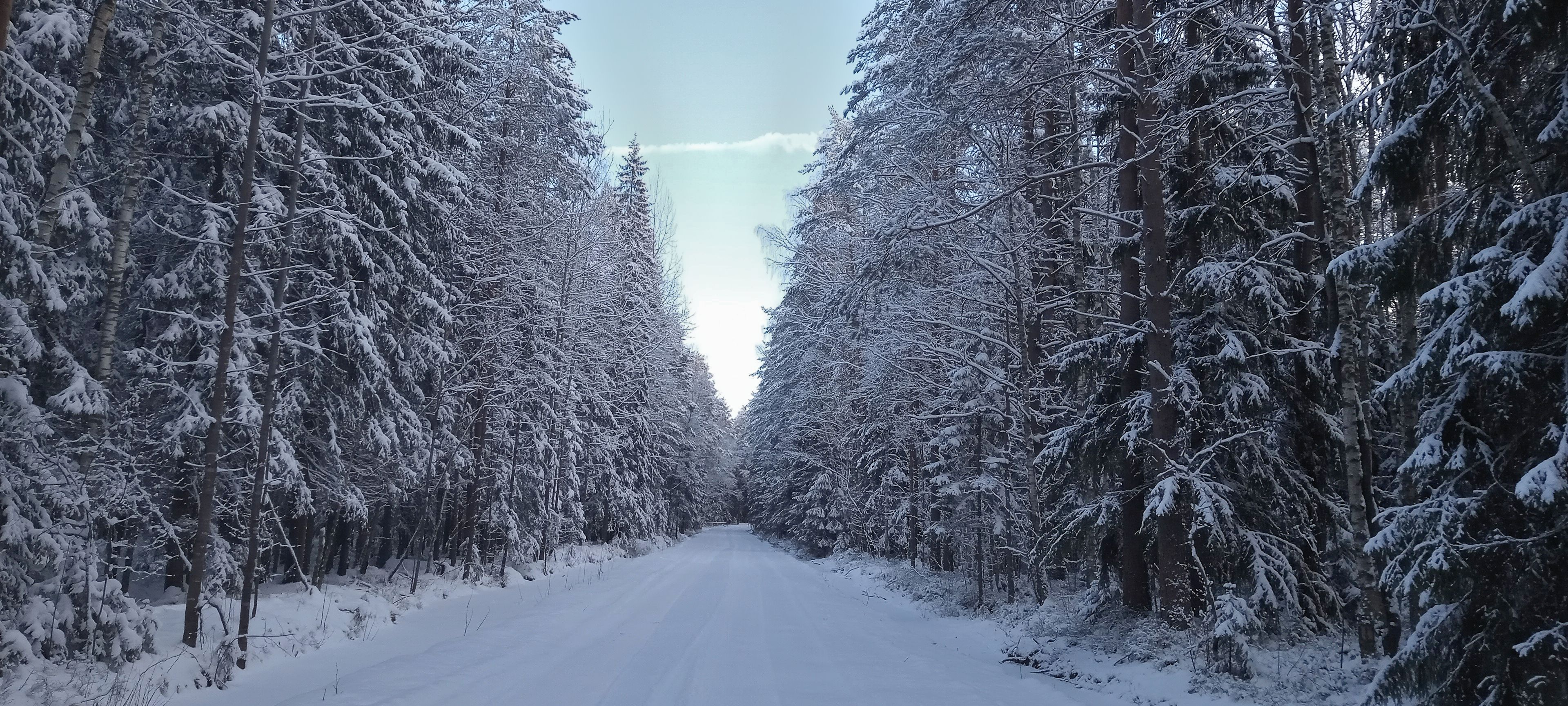
Дорога из Новосёлок
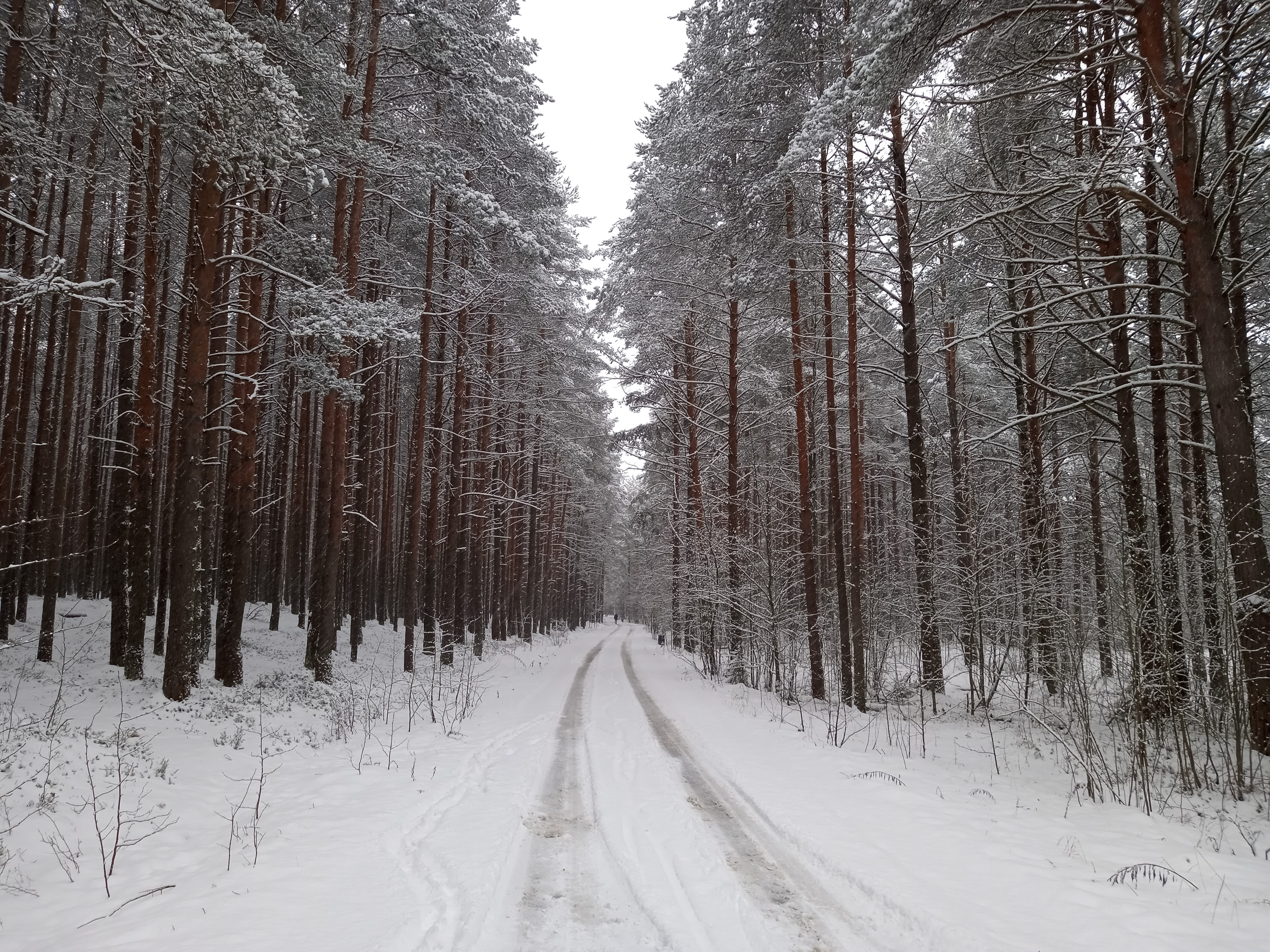
Дорога в Левашовском заказнике вдоль Сестрорецкого Разлива
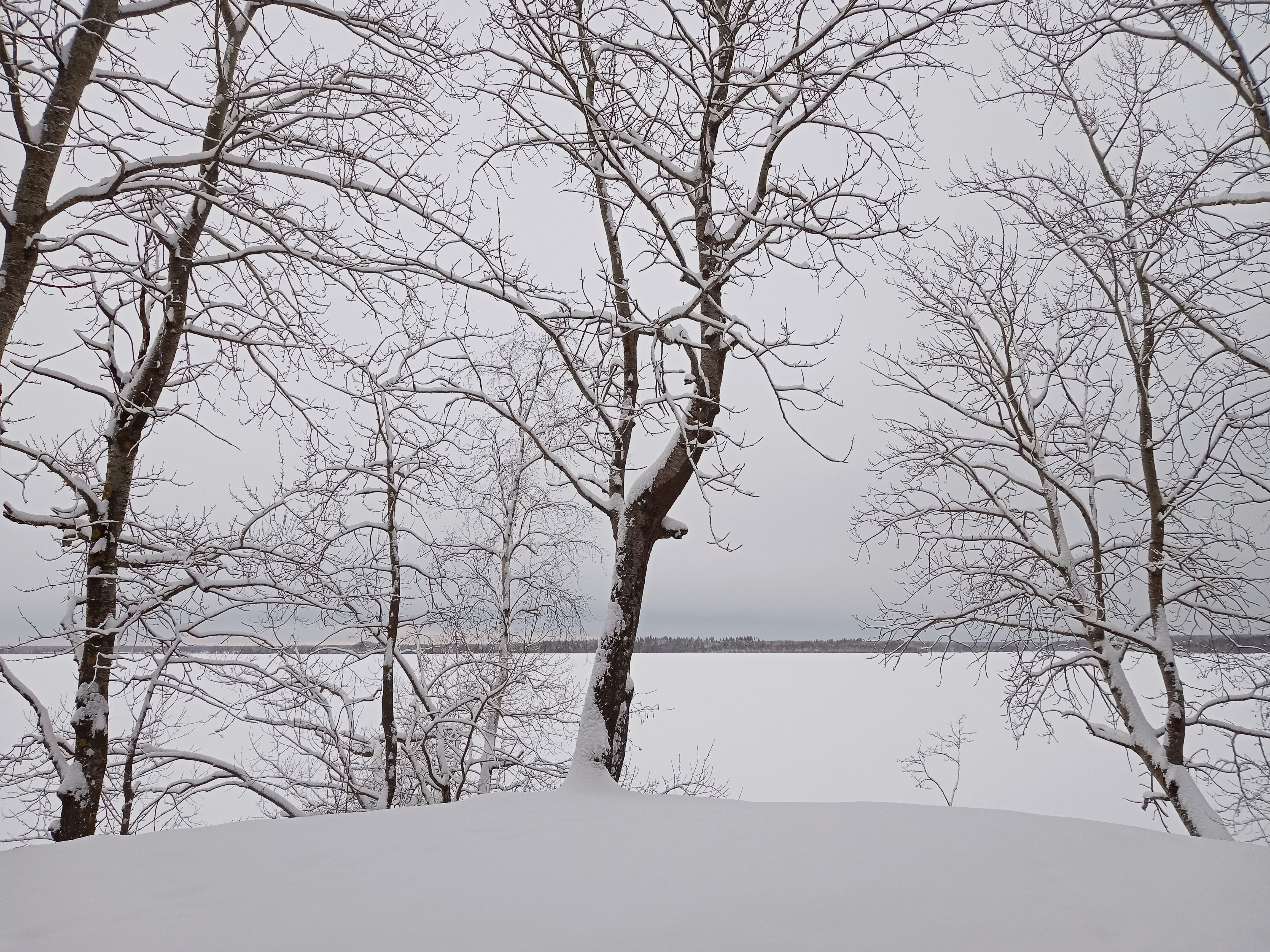
Вид из заказника на Сестрорецкий Разлив